# تخصيص (معلوماتية)
يطلق مصطلح التخصيص، أو Personalization بالإنكليزية، على استخدام التكنولوجيا لاستيعاب الاختلافات بين الأفراد. عند الحديث عن التخصيص في مجال الإنترنت، فإنه قد أصبح عاملا مهما في كل من التعليم و الصحة و التلفزيون و الأعمال. تستخدم مواقع التواصل الاجتماعي المعومات الشخصية لإظهار إعلانات ذات علاقة باهتمامات المستخدم. بعض المواقع مثل جوجل و فيسبوك يستخدمون معلومات الحساب الشخصية لتقديم خدمات أفضل.